# Graça Aranha
Graça Aranha là một đô thị thuộc bang Maranhão, Brasil. Đô thị này có diện tích 271,457 km², dân số năm 2007 là 6200 người, mật độ 22,84 người/km².